# Pont Érasme
Le pont Érasme (en néerlandais : Erasmusbrug) est un pont à haubans, situé dans la commune néerlandaise de Rotterdam, dans la province de Hollande-Méridionale. Il relie la rive nord et la rive sud de la nouvelle Meuse. Ce pont est ainsi nommé en l'honneur du philosophe humaniste Érasme, originaire de Rotterdam. 

## Construction
Le pont Érasme est situé au sud du Willemsbrug et enjambe la Nouvelle-Meuse, en reliant la rive nord-ouest de Rotterdam avec la pointe sud Kop van Zuid. 
Le pont Érasme a été dessiné par Ben van Berkel et Caroline Bos, et achevé en 1996. Le pont de 802 m de long a un pylône asymétrique de 139 m de haut. La forme du pylône évoquant le cou d'un cygne lui vaut le surnom de De Zwaan. Le pont est composé d'une partie fixe et d'une partie mobile. La travée sud comporte un tablier à bascule de 89 m de long pour les bateaux trop importants pour passer sous le pont. Ce pont à bascule est l'un des plus grands d'Europe.   
Le 6 septembre 1996, le pont a été inauguré par la reine Beatrix. Il aura coûté 165 millions de florins (environ 75 millions d'euros). Peu après son ouverture au trafic en octobre 1996, on s'aperçut que le pont avait de la gîte sous certaines conditions de vent. Pour réduire ces ondulations, de gros amortisseurs furent ajoutés.

## Circulation
Le pont Érasme permet la circulation dans les deux sens des voitures, des trams, des vélos (piste cyclable) et des piétons. 
Le site est également desservi par les stations de métro Leuvehaven sur la rive nord et Wilhelminaplein sur la rive sud. Le métro passe sous la rivière grâce à un tunnel.

## Représentations du pont dans l'art et au cinéma
En 1998, le pont servit de décor pour le film Qui suis-je ? de Jackie Chan.

## Événements culturels et sportifs
En 2005, plusieurs avions passèrent sous le pont à l'occasion du championnat de voltige Red Bull Air Race.
Le 3 juillet 2010, le pont est sur l'itinéraire du prologue du Tour de France 2010. Le jour suivant, le 4 juillet, le départ y fut lancé. Le premier ministre néerlandais de l'époque Jan Peter Balkenende, le bourgmestre de Rotterdam Ahmed Aboutaleb et le directeur du Tour Christian Prudhomme ont coupé le ruban de l'inauguration.
Le pont Érasme fait également partie des Journées portuaires mondiales qui se déroulent chaque année au mois de septembre. Au soir du 31 décembre et pour les célébrations du Nouvel An, un feu d'artifice national y est organisé.
Le pont Érasme a été le lieu de tournage de "Music Binds Us", un Interval Act présent lors de la Grande Finale du Concours Eurovision de la Chanson 2021.

## Galerie

Erasmusbrug
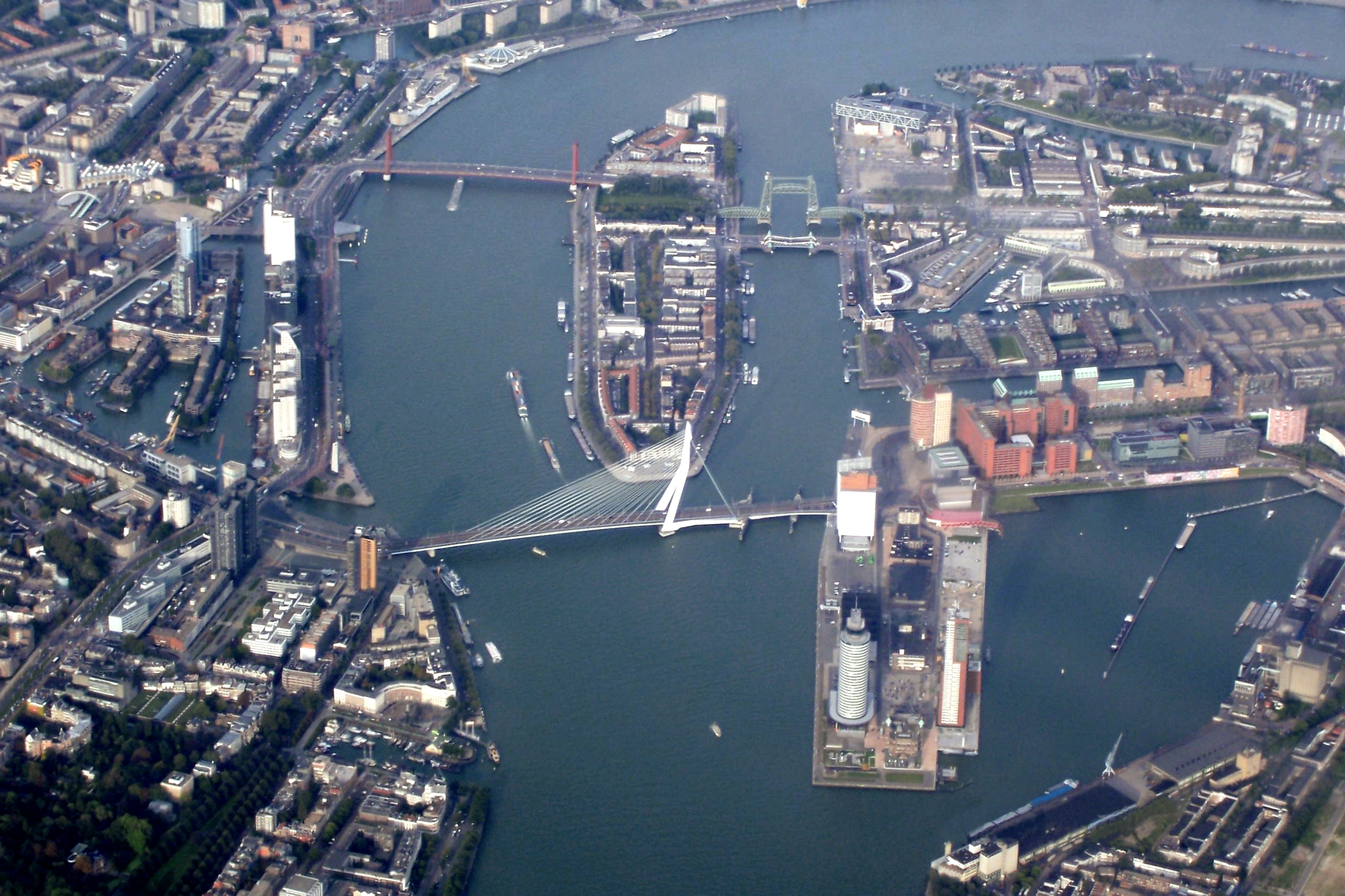
Vue aérienne.
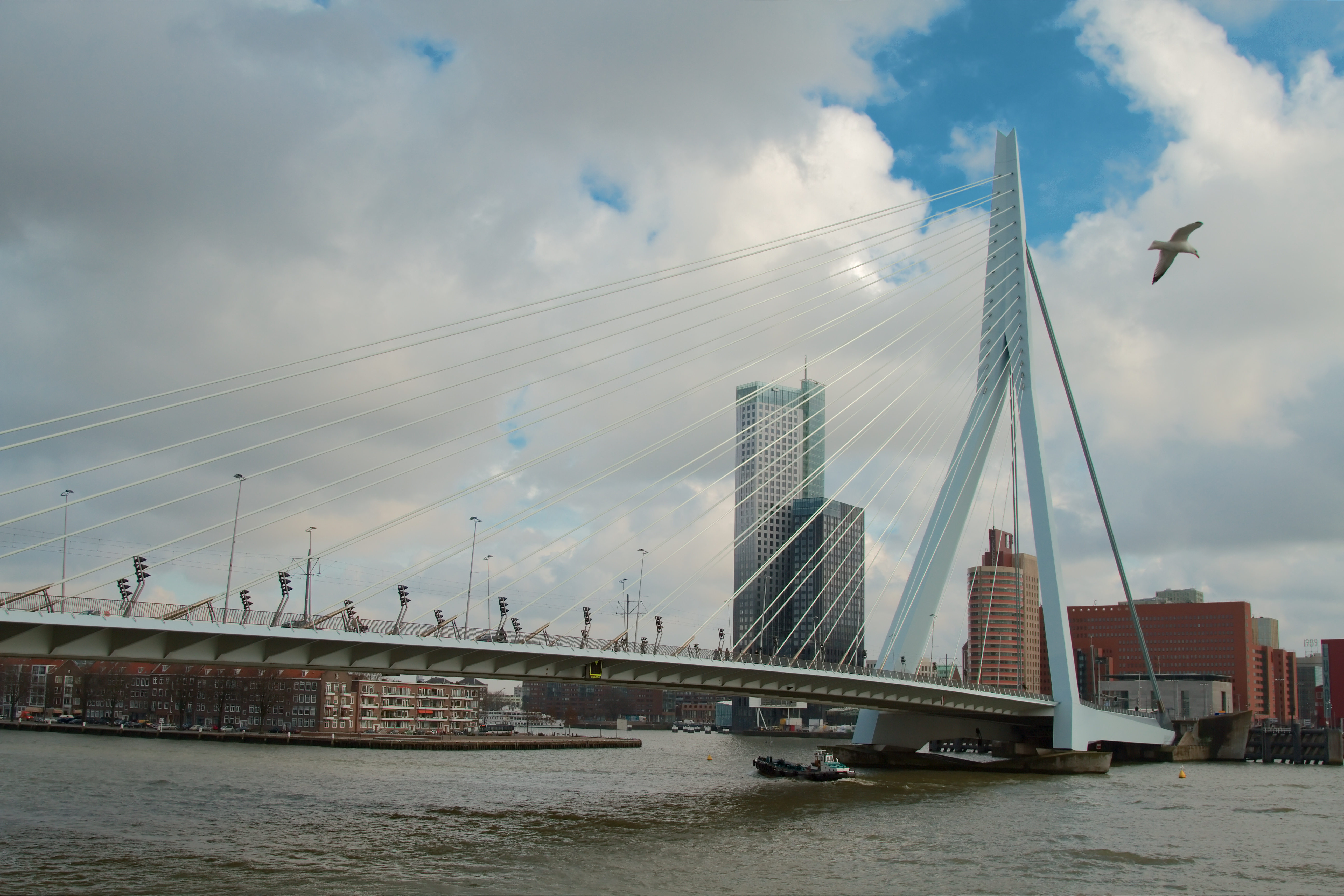
Selon l'angle de vue, la silhouette du pont évoque un cygne ou un voilier.
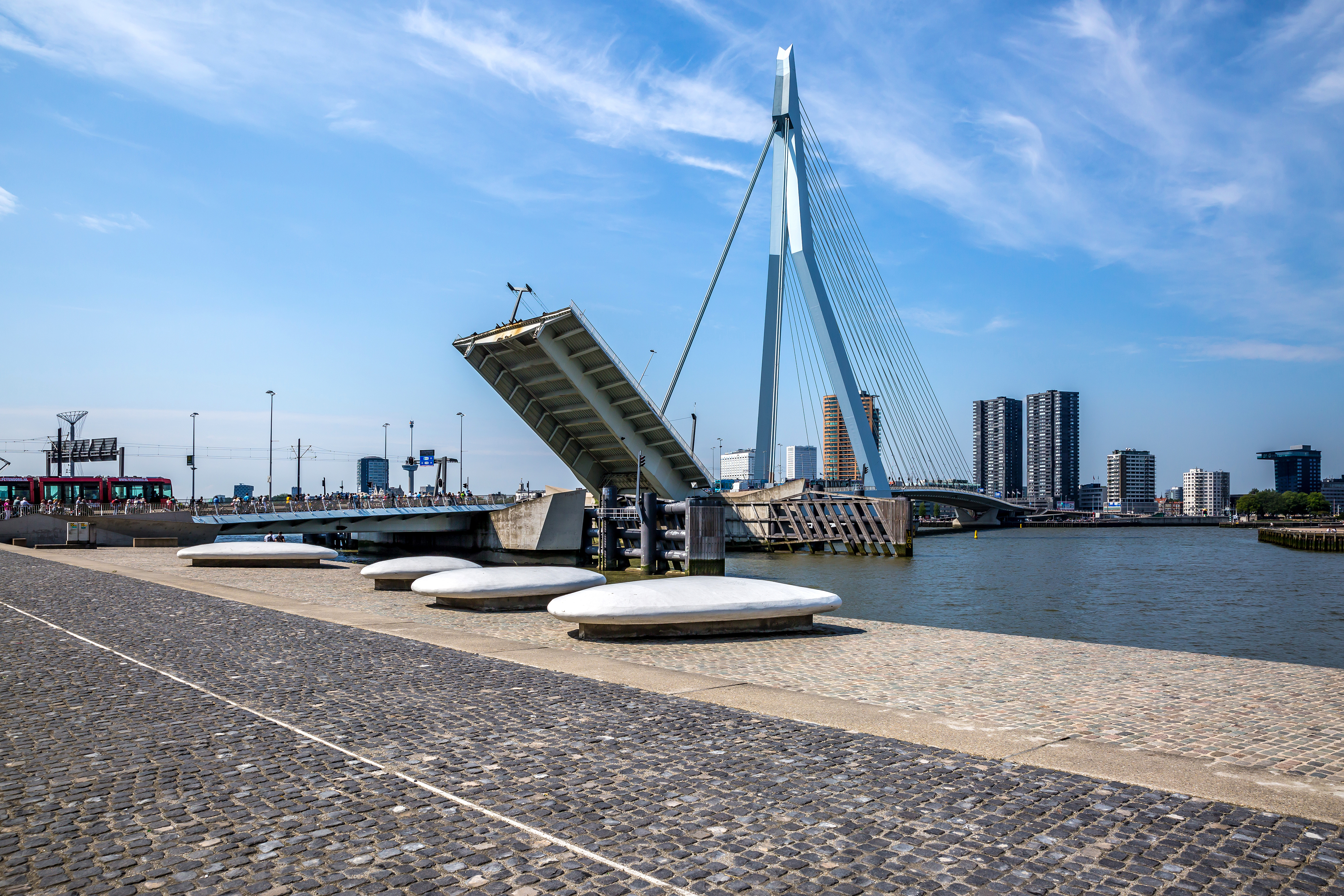
Le pont levant en cours de mouvement.